# Südchinesisches Meer
Das Südchinesische Meer ist ein Randmeer des Pazifischen Ozeans in Asien. Im Südwesten grenzt es an den Golf von Thailand. Im Nordwesten liegt der Golf von Tonkin. Es ist damit Teil des Meeresgebietes, das neuerdings mit dem primär politischen Begriff Indopazifik bezeichnet wird.
Bezeichnungen in Sprachen der Region: chinesisch 南海, Pinyin Nán Hǎi („Südmeer“), 中國南海 / 中国南海,  Zhōngguó Nán Hǎi oder 南中國海 / 南中国海,  Nán Zhōngguó Hǎi, vietnamesisch Biển Đông („Ostmeer“), thailändisch ทะเลจีนใต้, Thale Chin Tai („Südchinesisches Meer“), japanisch 南シナ海 Minami Shina Kai, („Südchinesisches Meer“), tagalog Dagat Luzon („Luzon-Meer“) oder Dagat Kanlurang Pilipinas („Westphilippinisches Meer“), sowie malaiisch Laut China Selatan, Laut Tiongkok Selatan („Südchinesisches Meer“) oder Laut Natuna Utara („Nord Natuna Meer“).

## Geografie
Das Südchinesische Meer erstreckt sich über eine Fläche von 3.685.000 km². Bei einer mittleren Tiefe von 1060 Metern ergibt das ein Wasservolumen von 3.907.000 km³. Die größte Tiefe liegt im China Sea Basin und beträgt 5016 Meter.
Das Meer wird nördlich von China begrenzt, im Westen von der Indochinesischen Halbinsel und der Malaiischen Halbinsel, im Osten von den Inseln Taiwan, Luzon, Palawan und Borneo.
Anrainerstaaten sind die Volksrepublik China, die Republik China auf Taiwan, die Philippinen, Malaysia, Brunei, Indonesien und Vietnam.
Angrenzende Meere und Meeresgebiete sind:
- im Nordosten das Ostchinesische Meer (nördlich von Taiwan)
- im Osten die Philippinensee (Verbindung über die 320 km breite Luzonstraße)
- im Südosten die Sulusee (abgetrennt durch die philippinische Insel Palawan)
- im Süden die Javasee (Verbindung über die Karimata-Straße)
- im Südwesten die Straße von Singapur (Verbindung zur Straße von Malakka)
- Im Westen der Golf von Thailand (die Linie vom Kap Bai Bung in Vietnam bis Kota Bahru in Malaysia bildet die Grenze)

Inseln im Südchinesischen Meer sind:
- Côn Đảo: im Südwesten vor der Küste, gehört zu Vietnam
- Dongsha-Inseln/Pratas-Inseln: weitgehend untergegangenes Riff im Norden, unter Kontrolle der Republik China
- Hainan: größte Insel im Norden, gehört zur Volksrepublik China
- Natuna-Inseln und Anambas-Inseln: im Südwesten, gehören zu Indonesien
- Paracel-Inseln: Atolle zwischen Vietnam und Hainan, unter Kontrolle der Volksrepublik China, werden von Vietnam beansprucht
- Scarborough-Riff: einige Felsen im Osten, nicht weit von Luzon, sind unter Kontrolle der Volksrepublik China, und werden von den Philippinen beansprucht
- Spratly-Inseln: eine Vielzahl kleiner Inselchen im Südosten, sind von verschiedenen Staaten kontrolliert und beansprucht
- Macclesfield Bank: weitgehend untergegangenes Riff östlich der Paracel-Inseln, unter Kontrolle der Volksrepublik China
- Zhongsha-Inseln: Zusammenfassung von Scarborough-Riff, Macclesfield Bank und zwei weiteren Untiefen, beansprucht von der Volksrepublik China

Erwähnt werden können auch einige Untiefen, auf die ebenfalls Ansprüche erhoben werden:
- James-Untiefe (James Shoal): vor Borneo im Süden
- Luconia-Untiefen (auch Luconia-Riffe): werden manchmal auch zu den Spratly-Inseln gezählt, nördlich der James-Untiefe, werden von Malaysia beansprucht
- Truro-Untiefe: nördlich des Scarborough-Riffs

Direkt vor den Küsten der jeweiligen Länder liegen noch zahlreiche weitere Inseln, beispielsweise Pulau Tioman vor der malaiischen Halbinsel.

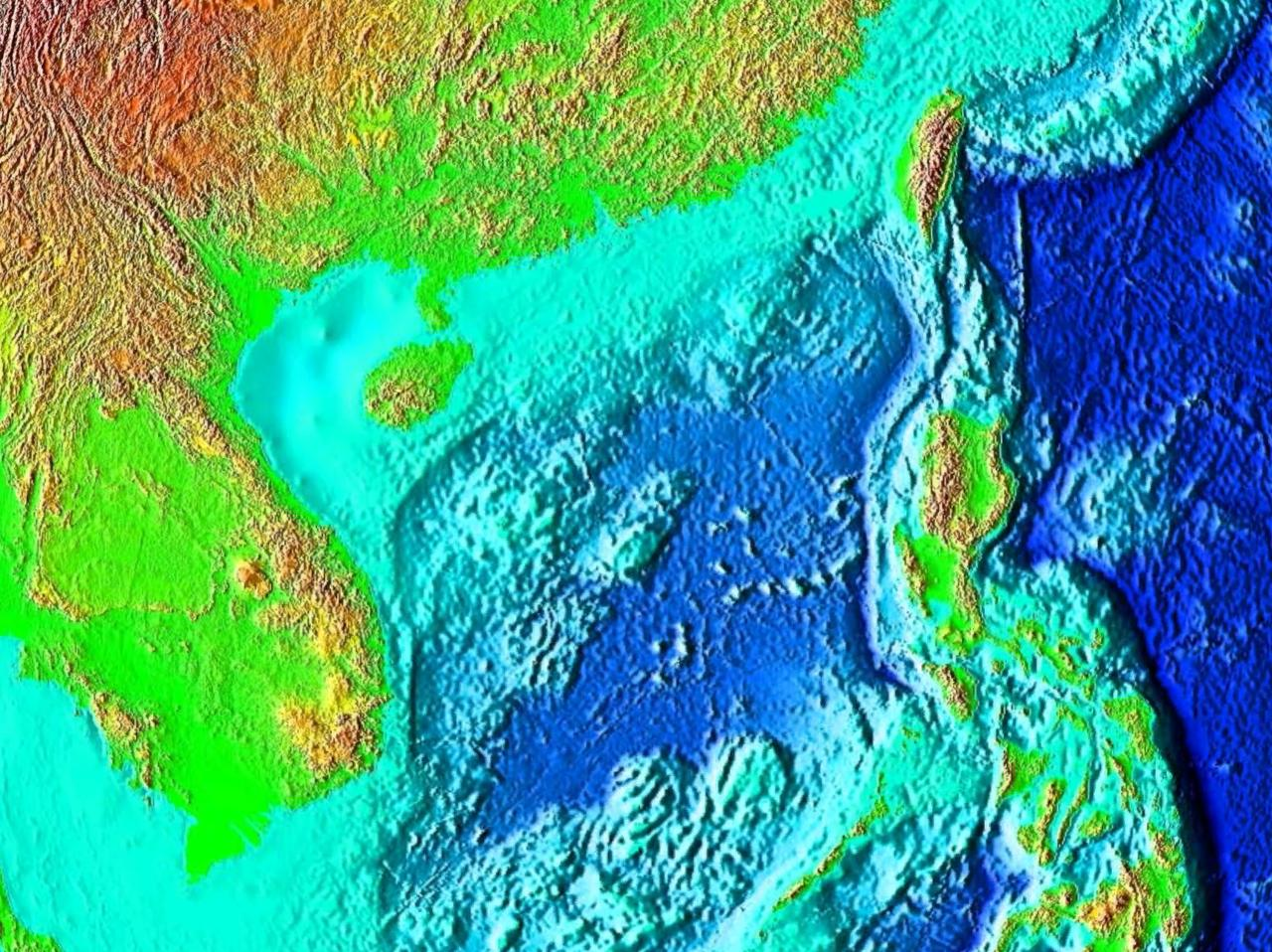
Höhenrelief
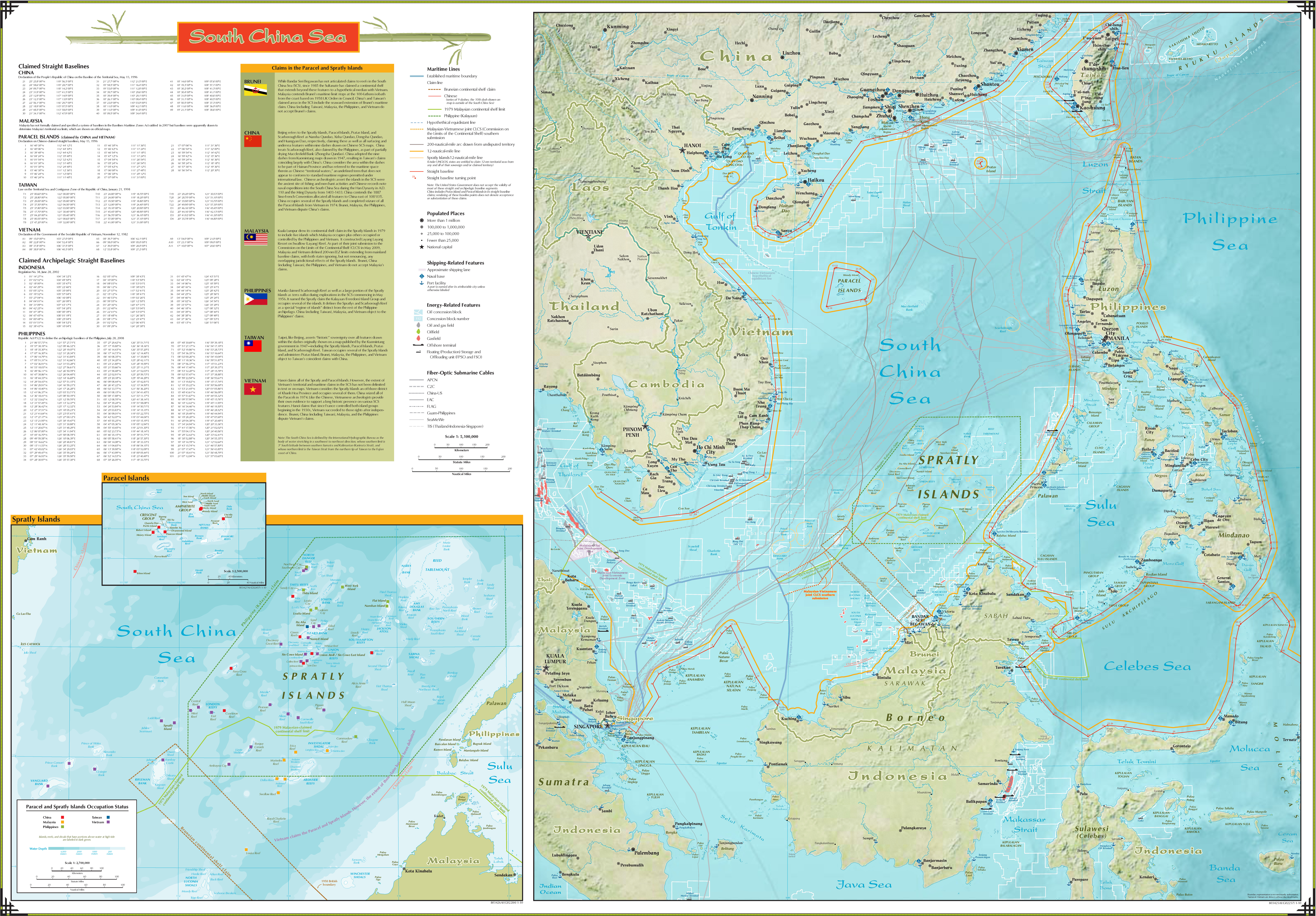
Südchinesisches Meer mit Inseln

## Gebietsstreitigkeiten
Die Zugehörigkeit vieler der im südchinesischen Meer gelegenen Inseln ist zwischen den Anrainerstaaten umstritten. Immer wieder kommt es zu Zwischenfällen, insbesondere bei den Spratly-Inseln (zwischen der Volksrepublik China und Vietnam), aber auch beim Scarborough-Riff (zwischen den Philippinen und der Volksrepublik China). Grund dafür ist die strategische Bedeutung als Versorgungsstraße Ostasiens. Neben vermuteten Energieressourcen und Fischvorkommen konzentrieren sich hier einige der international und regional wichtigsten Schifffahrtswege.
Im Jahr 2009 legte die Volksrepublik China bei den Vereinten Nationen eine Landkarte mit der sogenannten „Neun-Striche-Linie“ vor und wollte damit historische Ansprüche auf weite Teile des südchinesischen Meeres begründen. Chinas Ansprüche stehen im Gegensatz zum im Rahmen der UN ausgehandelten Seerechtsübereinkommen, dem China 1996 beigetreten war. Dies regelt die Grenzziehung der ausschließlichen Wirtschaftszone und berücksichtigt bewohnte und bewohnbare Inseln, nicht jedoch unbewohnbare Riffe und Felsen.
Im April 2012 kam es beim Scarborough-Riff zu einem Scharmützel zwischen philippinischen und chinesischen Schiffen, das sich zu einer Krise zwischen den beiden Staaten ausweitete. Im Juni 2012 erließ Vietnam ein neues Schifffahrtsgesetz, dessen Gültigkeit auch umstrittenes Gebiet um die Spratly- und Paracel-Inseln umfasst. Eine Klärung der unterschiedlichen Ansprüche der Anrainerstaaten wäre durch ein Schiedsverfahren des Internationalen Gerichtshofs möglich. Das wird jedoch von China abgelehnt.
Der philippinische Präsident Benigno Aquino III. warb im Februar 2014 um Unterstützung im Territorialstreit mit China: In einem Interview mit der New York Times zog er Parallelen zur Auslieferung des Sudetenlands an Deutschland im Jahr 1938 (Sudetenkrise).
2014 hat China von Mai bis Juli mit der Tiefseebohrinsel Haiyang Shiyou 981 in den umstrittenen Gewässern weit südlich der Insel Hainan Probebohrungen durchgeführt. Als Folge gerieten chinesische und vietnamesische Schiffe aneinander und es kam zu antichinesischen Ausschreitungen in Vietnam.
Nachdem China einige Riffe zu künstlichen Inseln aufgeschüttet hatte, schickten die USA Ende Oktober 2015 demonstrativ ihren Zerstörer Lassen vor die Spratly-Inseln und zeigten damit, dass sie einen chinesischen Anspruch auf diese Inseln nicht anerkennen. Peking behauptete, es baue dort künstliche Inseln, um „im Katastrophenfall humanitäre Hilfe zu leisten“. Auf den künstlichen Inseln wurden Radarstation, Start- und Landebahn sowie Hangars gebaut und Raketen stationiert, wie Satellitenfotos zeigen. Die USA als traditionelle pazifische Vormacht sehen sich durch Chinas Expansion herausgefordert, auch wenn diese zunächst auf Kosten der unmittelbar betroffenen Anrainer wie Vietnam und die Philippinen geht.
Am 22. Januar 2013 rief die Regierung der Philippinen den Ständigen Schiedshof in Den Haag an, um die Territorialansprüche zwischen China und den Philippinen zu klären. Dabei berief sie sich auf das Seerechtsübereinkommen der Vereinten Nationen (SRÜ). Am 19. Februar 2013 erklärte die Volksrepublik China, den Schiedsspruch nicht anerkennen zu wollen. Am 12. Juli 2016 entschied das Schiedsgericht, dass die umstrittenen Inseln außer Panatag (Scarborough-Riff) zur ausschließlichen philippinischen Wirtschaftszone gehörten. Die Fischgründe von Panatag würden traditionell von mehreren Ländern genutzt; weder China noch die Philippinen dürften andere dort vom Fischen abhalten. Die Regierung der Philippinen begrüßte das Urteil, während die Vertreter der Volksrepublik China es für unbegründet und nicht bindend erklärten.
Im Juli 2020 schickte die US Navy Kriegsschiffe erneut zu sogenannten Freedom of Navigation-Fahrten in die von China beanspruchten Gewässer. Damit demonstrierte Washington, dass es die „Neun-Striche-Linie“ im Südchinesischen Meer nicht akzeptiert. US-Außenminister Mike Pompeo bezeichnete Chinas Gebietsansprüche als illegal. Zu den US-Kriegsschiffen, die im Juli 2020 im Seegebiet operierten, gehörten die beiden Flugzeugträger Nimitz und Ronald Reagan mit ihren Flugzeugträgerkampfgruppen mit je zwei Lenkwaffenkreuzern, zwei bis drei Lenkwaffenzerstörern, zwei Jagd-U-Booten und einem logistischen Trossschiff. Auch die Verbündeten der USA wie Frankreich und Großbritannien beteiligten sich an den Freedom of Navigation-Fahrten. 2021 war nach 20-jähriger Abwesenheit mit der Fregatte Bayern das erste Schiff der Deutschen Marine wieder im Indopazifik im Einsatz.
Am 13. September 2024 passierte die Fregatte Baden-Württemberg unter chinesischem Protest gemeinsam mit dem Einsatzgruppenversorger Frankfurt am Main auf dem Weg in das Südchinesische Meer die Taiwanstraße.

## Geostrategische Bedeutung
Alle Anrainerstaaten mit Ausnahme Chinas (und somit auch Hongkong und Macau) und Taiwans sind Mitglied der ASEAN. Neben Japan und Südkorea sowie deren Verbündeten, den Vereinigten Staaten hat auch Indien eigenständige Interessen im Südchinesischen Meer.
Etwa ein Drittel des globalen Seehandels passiert das Südchinesische Meer. Auch ungefähr 80 Prozent der Öl-Lieferungen in den Nordosten Asiens fließen hindurch. Um das Meer herum ist ein wirtschaftliches Kraftzentrum entstanden; die Summe der Bruttoinlandsprodukte (BIP) dieser Länder übersteigt das BIP Indiens.
China vermutet unter dem Meeresboden zudem rund 213 Milliarden Barrel Öl und 25 Billionen Kubikmeter Erdgas.
Einige Staaten in der Region haben aufgerüstet oder rüsten auf. China hat seine Marinebasis Sanya im Norden des Südchinesischen Meeres ausgebaut und künstliche Inseln aufgeschüttet. Vor allem für China bietet diese Zone einen wichtigen Schlüsselpunkt in Bezug auf die politische Lage und Beziehung zu seinen Nachbarländern.

## Anmerkung
1. ↑  Historische Schreibung, heute obsolet. Der Begriff „Shina – 支那 bzw. シナ“ ist eine historische Lehn-Bezeichnung für China aus dem Sanskrit. Die Nutzung des alleinstehenden Begriffs „Shina – 支那“ mit der Kanji-Schreibweise gilt heute sowohl in China als auch in Japan als beleidigend bzw. offensiv. Aufgrund Missbrauch und Nutzung des Begriffs zur Zeit des Zweiten Weltkriegs seitens Japans ist diese Bezeichnung für China heute in Asien, insbesondere in den betroffenen Ländern, historisch belastet.